# 美心西餅

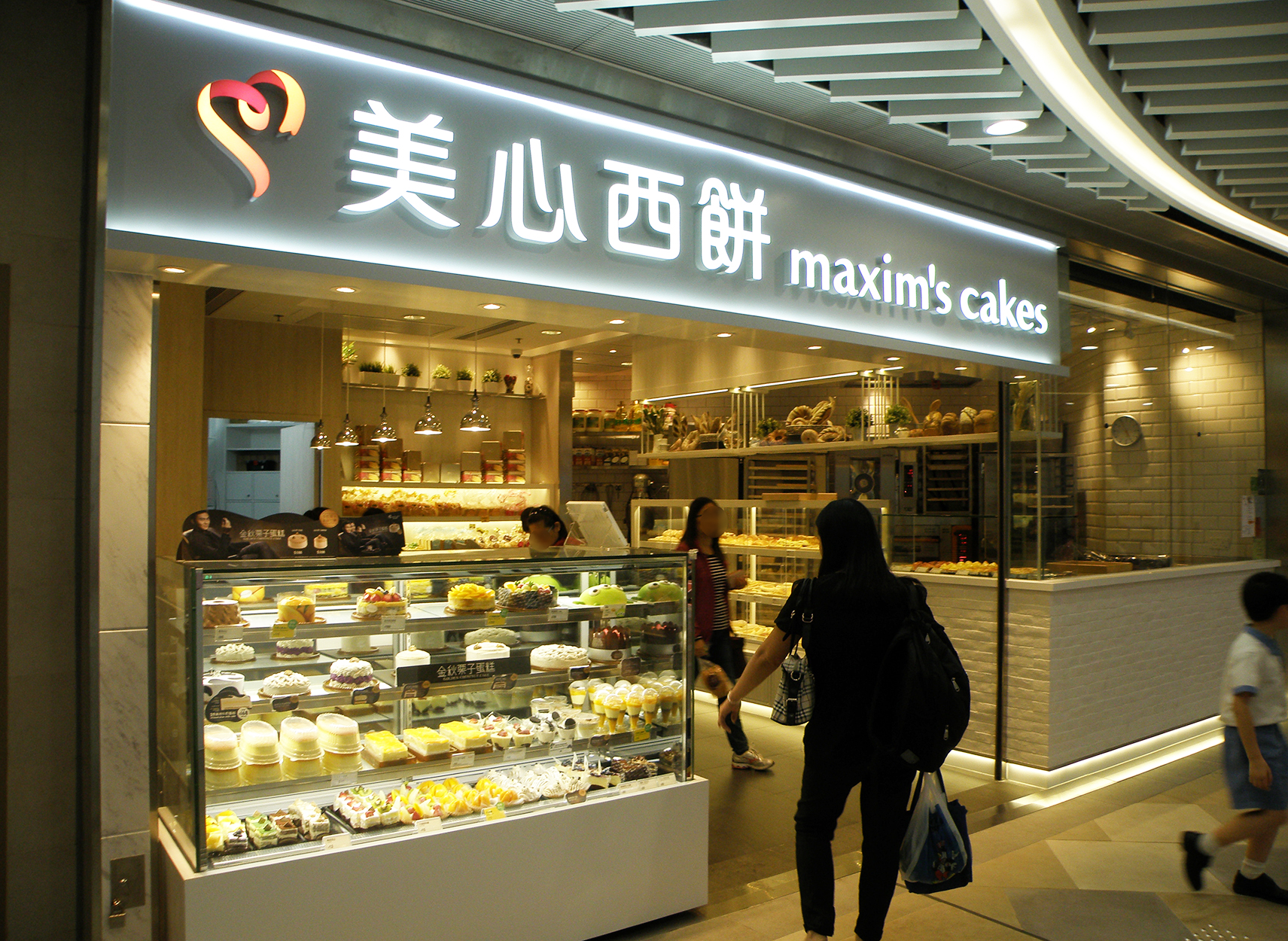
元朗朗屏邨全新形象分店

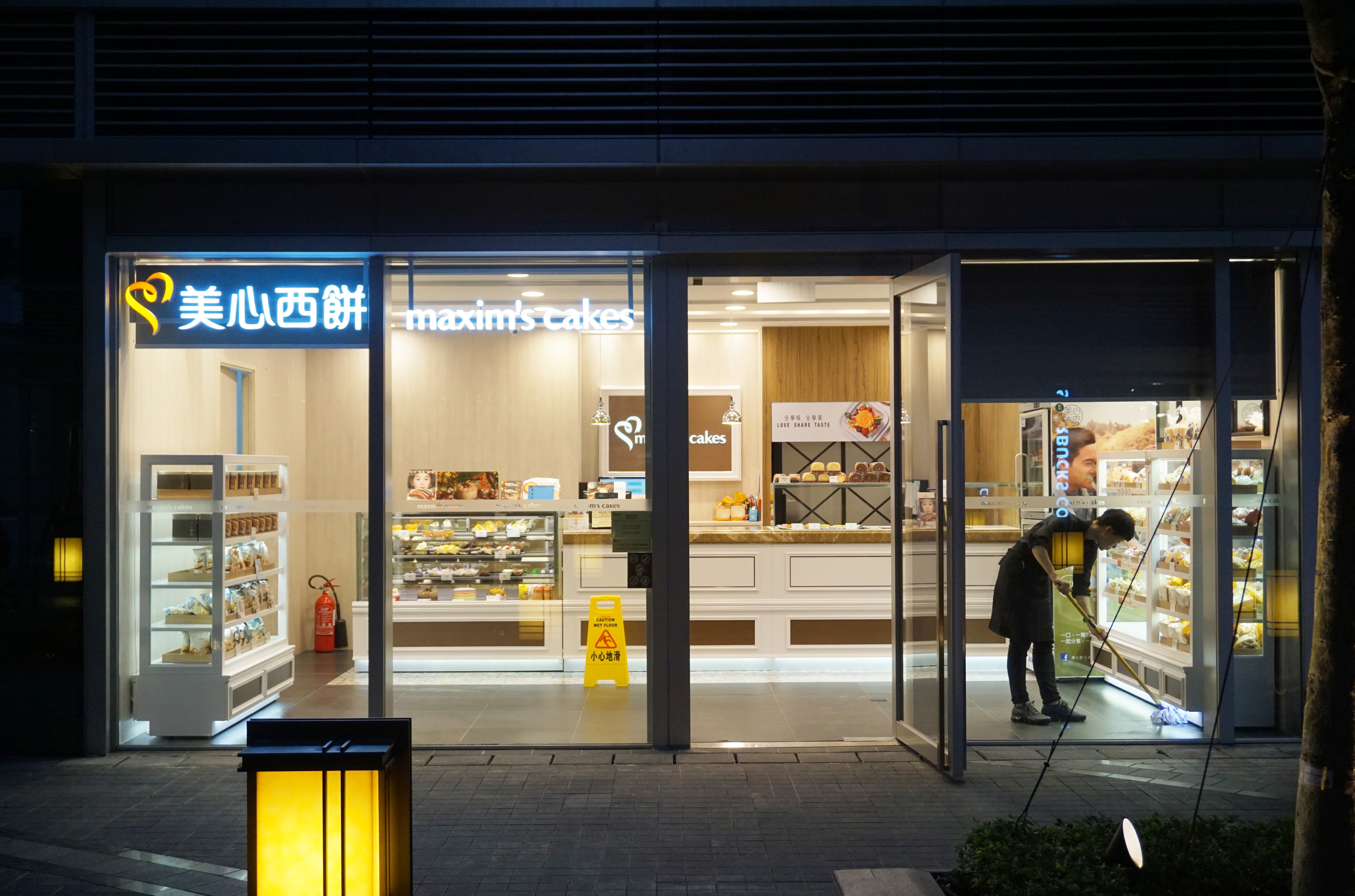
東涌東環分店

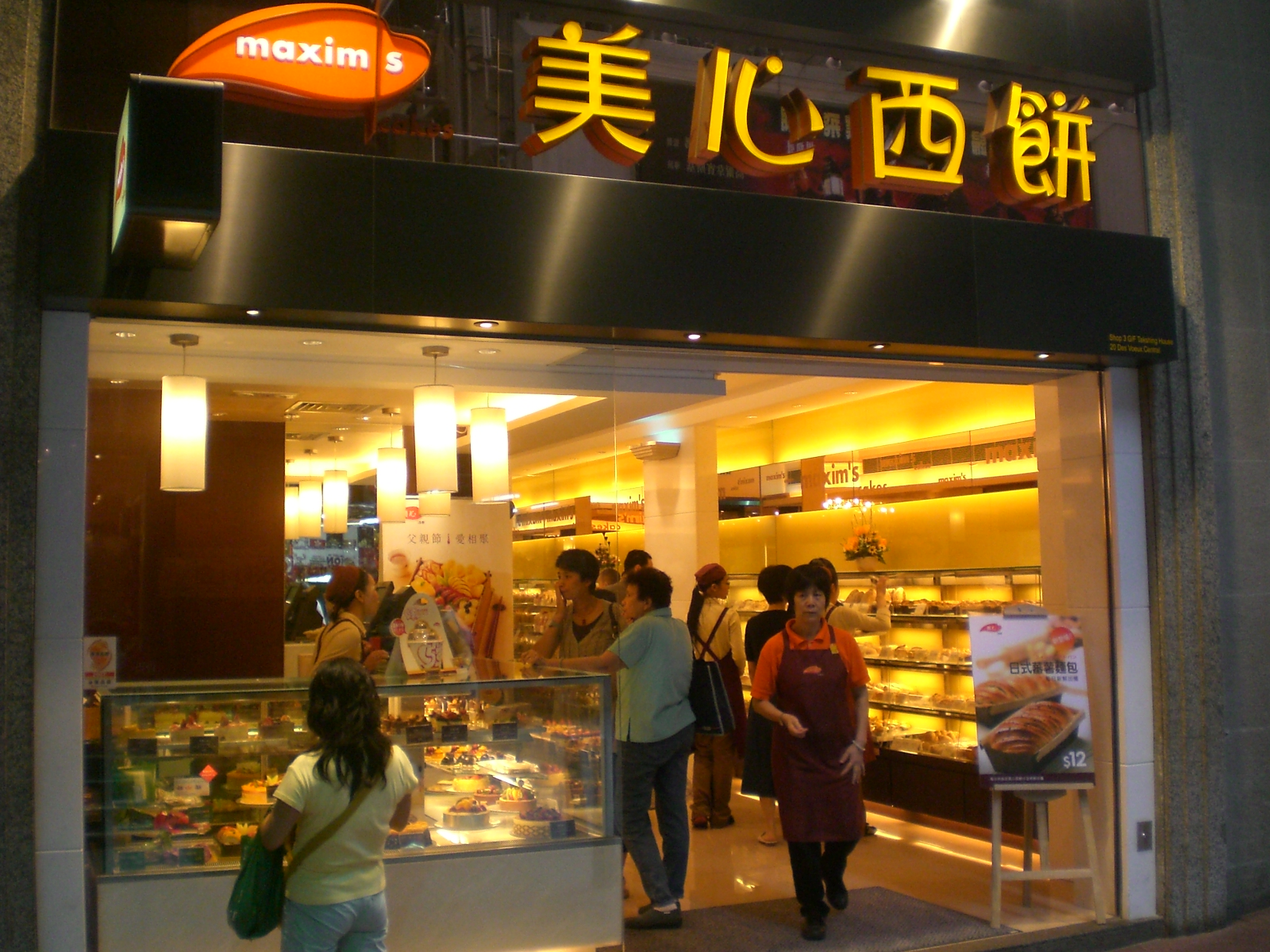
中環戲院里分店

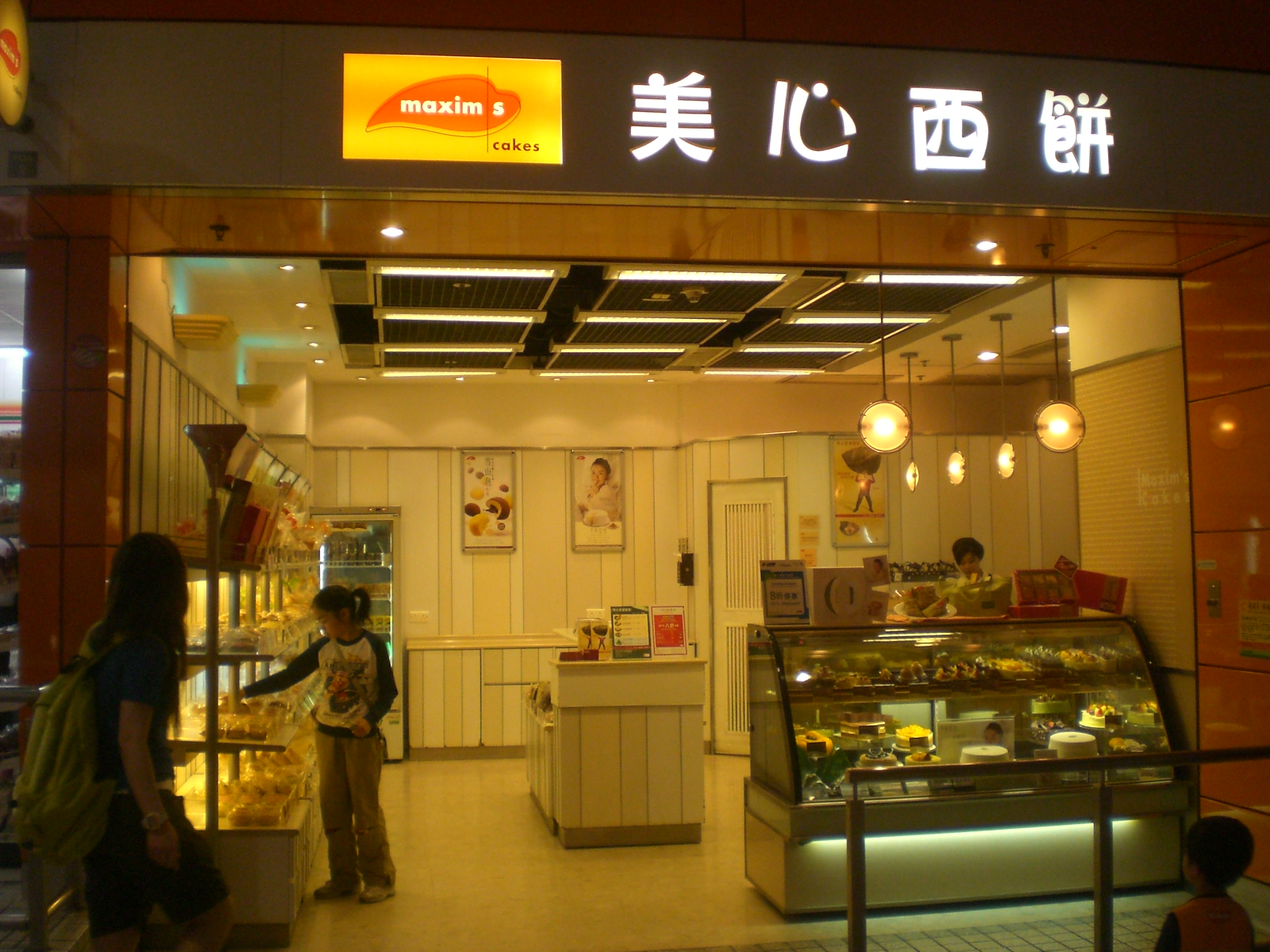
將軍澳寶琳站分店

美心西餅是香港一家售賣麵包、西餅及中式礼饼的連鎖店，屬美心食品旗下品牌。目前在香港擁有148間分店，當中26間為設有美心麵包烘焙師製作新鮮出爐麵包的「美心現場烘焙」，在絕大部分的港铁站
皆設有分店。

## 歷史
1963年，香港希爾頓酒店和文華酒店相繼在中環開業並設有西餐夜總會，原本在中環開設高檔西餐夜總會的美心集團，無論在裝潢、聘用的歌星等各方面都無法競爭，於是決定結業轉型開設咖啡店。1964年，在尖沙咀開辦了美心麵包店（Maxim's Bakery）。1966年，海運大廈落成，首家美心咖啡室Maxim's Boulevard在此開設，並有西餅售賣，為「美心西餅」的雛型。之後，美心先後開辦了美心吧（Maxim's Bar）、美心咖啡店（Maxim's Coffee Corner）、美心快餐（Maxim's Fast Food）及美心美食（Maxim's Delicatessen）等。
1982年，地鐵（今港鐵）公開招標在沿線各站開設餅店，但業界反應冷淡。美心看準商機，以單一投標者承租地鐵沿線車站的舖位，迅速在同年9月在旺角站、太子站、黃大仙站、彩虹站、九龍灣站及觀塘站等主要地鐵店開設多間美心西餅分店，創業界之先河。到了1985年底，設於地鐵站的美心餅店多達33家，連同地鐵站以外的37家分店，全港共有70家，成為當年全港擁有最多分店的麵包西餅公司。美心其中一位創辦人伍沾德表示，當時預計客人在筲箕灣出閘後可以順道買一盒西餅回家，而不用老遠從中環帶回來，覺得這會是一個大展拳腳的好機會，所以鐵路站的餅店以外賣為主。後來，再分別於1988年及2003年進駐九廣東鐵（今港鐵東鐵綫）及九廣西鐵（今港鐵西鐵綫，錦上路站除外）各個車站。
1993年，美心在廣州環市站及上海四川北路兩大重點地段開設美心餅店。1994年初，美心再在廣州紅棉區及上海徐匯區開設餅店。同年年中，又在佛山和上海天山北路開設餅店。可惜中國市場業務出現虧損，最終撤出中國市場。伍沾德總結經驗後表示，當年雖容許外資以合資經營模式經營餐館，但美心派出去管理出品和營業的總經理，與中方派來管人事和政府事務的人員，步伐不一致，合作遇上困難。另外，當年中國高檔次消費市場未成氣候，一般人到普通餐廳只要花六、七塊即能吃飽，但美心在廣州賣一個快餐也要十五元。市場還未準備好，惟有暫行退出。
1990年代，美心西餅改用玫瑰花圖案作為標誌，取代以往與集團相同的標誌。2001年，美心西饼的標誌更改為由李永銓設計的中性化的心型葉子圖案，并一直保持到现在。
1990年代，曾開設「甜美屋」（Honey Maid Bakery）及「麵包之家」品牌，2000年代陸續改回「美心西餅」。
2005年6月，在更緊密經貿關係安排（CEPA）下，「美心西餅」重返廣州，開設大型西餅廠房，並開設多間分店。
2008年9月，適逢月餅代言人陳慧琳10月結婚，部份分店售賣「美心嫁囍禮餅」。

## 其他品牌

### Maxim's Deluxe
Maxim's Deluxe是香港一家售賣麵包及西餅的連鎖店，屬美心食品旗下品牌，設有5間分店，亦使用此品牌作節日產品。首家分店設於香港國際機場，除提供一般「美心西餅」產品外，設有烘多士、熱飲等。其餘市區分店與「美心西餅」無分別。

### simply bread
simply bread（麵包喜點）是香港一家已結業的麵包及西餅的連鎖店，屬美心食品旗下品牌，但不接受美心西餅餅券，曾分別於尖沙咀金馬倫道及銅鑼灣波斯富街開設分店。
2003年12月，首間尖沙咀金馬倫道分店開業，以創意造型及材料麵包的「bread boutique」作賣點，設玻璃分隔廚房，即場麵包焙烘。由李永銓設計品牌標誌及室內空間。2005年9月，銅鑼灣波斯富街分店開業。2008年9月，波斯富街分店結業；11月，尖沙咀分店結業，全線結束。

## 事件
2019年10月2日，有顧客在美心西餅位於屯門蝴蝶廣場的分店購入一件肉鬆紫菜麻糬包妥善保存兩日後，發現內藏一隻4厘米長壁虎。事主上門投訴後，店員道歉。食環署其後票控美心，案件到2021年1月在屯門裁判法院進行答辯。公司承認一項食物品質與購買人所要求者不符罪。裁判官梁雅忻形容事件「有啲誇張」，認為公司需要確保「外來昆蟲會唔會去咗食物度」，判美心罰款9,000元。而控方也透露公司有55項同類案底，但均與本案店舖無關。

## 外部連結
- 美心西餅 （页面存档备份，存于）
  - Hong Kong Maxim’s Cakes 美心西餅的Facebook專頁
  - 美心西餅 Maxim’s Cakes的Instagram帳戶
- 美心集團官方網站 （页面存档备份，存于）
- Tommy Li Design Workshop （页面存档备份，存于）
- 香港美心（台灣） （页面存档备份，存于）
  - 香港美心食品-台灣粉絲團的Facebook專頁